# Т-150К (трактор)
Т-150К — сільськогосподарський енергонасичений колісний трактор загального призначення, що випускається Харківським тракторним заводом ім. Серго Орджонікідзе. Одночасно випускається максимально уніфікований з ним сільськогосподарський енергонасичений гусеничний трактор загального призначення Т-150. Вони відрізняються ходовими системами, механізмами повороту, рамами, коробками передач (уніфікованими за елементами) і системами управління.
Колісний варіант (Т-150К) трактора був зроблений раніше і отримав набагато більше поширення. Трактор Т-150К є модернізацією трактора Т-125, конструкція якого повністю оригінальна і не має попередників. У 1979 трактор Т-150К успішно пройшов випробування на міжнародному випробувальному полігоні університету штату Небраска, США. Трактор Т-150К випускається понад сорок років, пройшов кілька модернізацій.
Створення сімейства уніфікованих між собою колісних і гусеничних тракторів виявилося дуже складним завданням. Цим шляхом прямує фірма John Deere (наприклад, John Deere 8120 і John Deere 8120T).

## Модифікації
- ХТЗ-150К-09.172.00 — модифікація трактора Т-150К з двигуном ЯМЗ-236М2-59 потужністю 180 к.с.
- Т-150КД — з бульдозерним обладнанням,
- Т-156[3] — навантажувач,
- Т-157 — лісопромисловий трактор,
- Т-158 — промисловий трактор,
- Т-155 — легкий колісний тягач.
- Универсальная путевая машина УПМ-1М — тягач, що використовується на залізниці

## Особливості конструкції

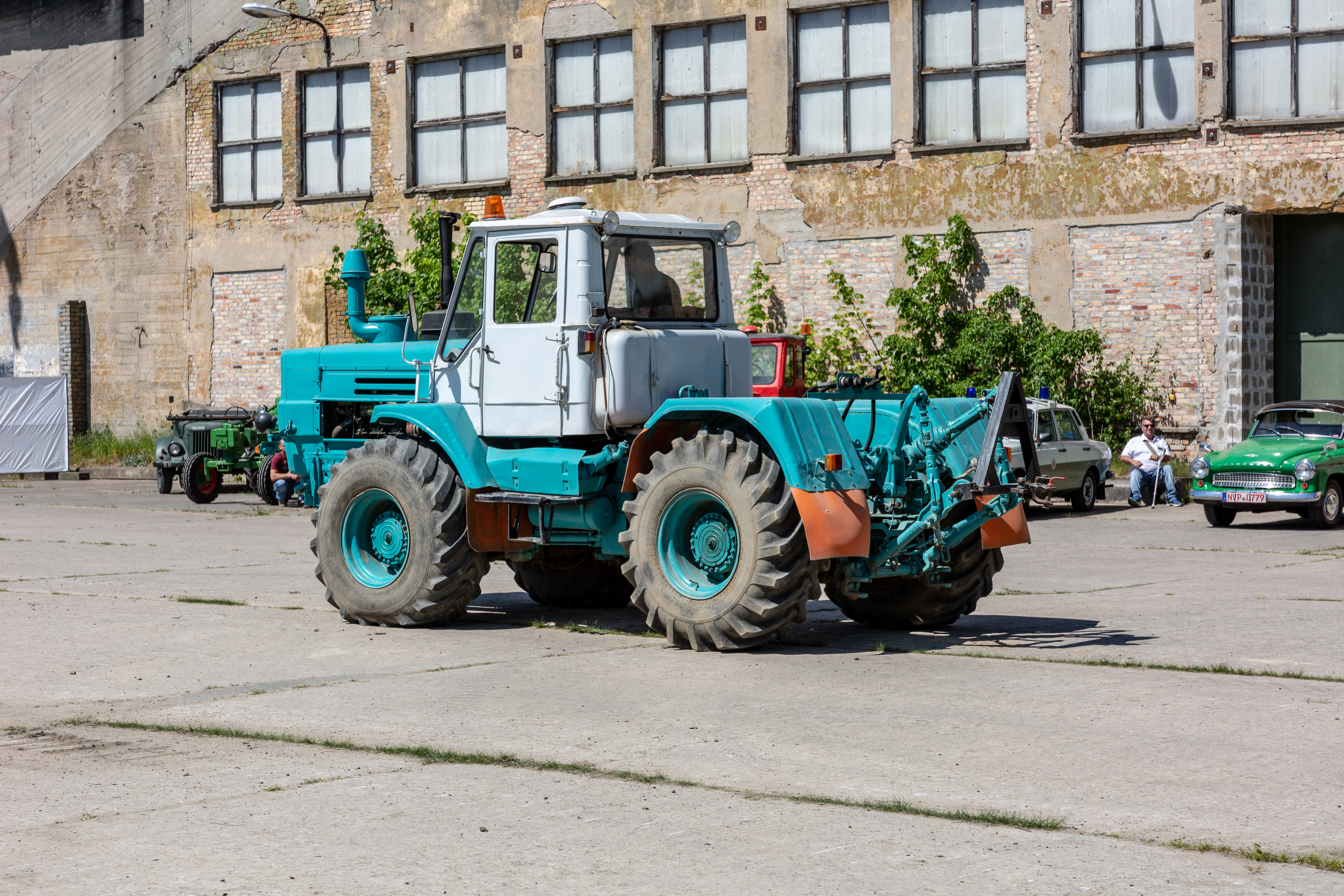
Т-150К

Нумерація та послідовність включення циліндрів двигуна СМД-62

Фази газорозподілу двигуна СМД-62

На тракторі Т-150К двигун розташований спереду. До нього кріпиться муфта зчеплення, коробка передач і роздавальна коробка, два вихідних вала якої пов'язані карданними передачами з конічними головними передачами, встановленими в задньому і передньому мостах. (Карданна передача до заднього моста має проміжну опору). Диференціали головних передач з'єднані з планетарними кінцевими передачами, на яких встановлені колеса з гальмами. Привід від двигуна до незалежного заднього редуктора валу відбору потужності забезпечується валом, який проходить всередині трубчастих валів муфти зчеплення, коробки передач і роздавальної коробки, а потім карданною передачею з проміжною опорою. Проміжні опори забезпечують суміщення осей симетрії подвійних вилок карданів з віссю вертикального шарніра, що дозволяє при повороті трактора зробити кути карданних передач мінімальними. Поворот трактора здійснюється двома гідроциліндрами, які розвертають напіврами відносно вертикального шарніра.

### Двигун
Спеціально для трактора Т-150К був розроблений дизельний двигун СМД-62. Двигун шестициліндровий V-подібний, рідинного охолодження з турбонадувом. Експлуатаційна потужність — 165 к.с. Запуск здійснюється пусковим бензиновим двигуном, який, у свою чергу, запускається електростартером.
Після припинення виробництва двигуна СМД-62 на трактор почали встановлювати безнаддувний шестициліндровий V-подібний рідинного охолодження двигун ЯМЗ-236Д3 експлуатаційної потужністю 170 к.с. Запуск здійснюється електростартером.

### Трансмісія
Коробка передач має кілька діапазонів (уповільнений, робочий, транспортний і заднього ходу), в кожному з яких 4 передачі, які перемикаються без розриву потоку потужності. Вторинний вал коробки передач обладнаний персональними гідропідтискувальними муфтами (ГПМ), що з'єднують його з веденими шестернями сорока передач. При перемиканні передач спочатку включається ГПМ подальшої передачі, потім вимикається ГПМ попередньої передачі. Частку секунди обидві муфти включені, що забезпечує безрозривність перемикання Діапазони перемикаються при зупинці трактора. Задній міст постійно приводний, передній — відключається.

### Кабіна
Шумо-, пило-, віброізольована, з 2013 р. обладнана каркасом безпеки. Кабіна знаходиться в зоні центру ваги, тому коливання мінімальні і умови праці тракториста максимально комфортні.

### Рама
Складається з передньої і задньої напіврам, з'єднаних вертикальним (для забезпечення повороту трактора) і горизонтальним (для забезпечення контакту з ґрунтом усіх чотирьох коліс). Напіврами виготовлені з поздовжніх швелерів (прокат) і поперечних литих брусів. Поєднані елементи рами заклепками.

### Порівняння з трактором Т-150

#### Переваги трактора Т-150К
- Можливість роботи на магістральних дорогах з твердим покриттям за рахунок колісного ходу і забезпечення габариту за шириною менше 2,5 м;
- Універсальність. Збільшена база трактора (відстань між осями передніх і задніх коліс), установка однакових передніх і задніх коліс збільшеної вантажопідйомності, наявність вільного простору на задній напіврамі дозволяють істотно збільшити кількість з'єднуваних з трактором сільгоспмашин;
- Підвищення надійності і довговічності;
- Поліпшення умов праці;
- Підвищені транспортні швидкості.

#### Недоліки трактора Т-150К
- Збільшення питомого тиску на ґрунт удвічі, буксування — втричі;
- Зменшення тягового зусилля на 20-30%;
- Зменшення продуктивності тракторного агрегату;
- Збільшення витрати палива на 10%;
- Збільшення вартості. Для гарантії безпеки праці встановлена кабіна з вбудованим каркасом безпеки.

### Габаритні розміри

Габаритні розміри трактора

| Довжина                                                  | Довжина |
| -------------------------------------------------------- | ------- |
| З навісним обладнанням, мм (в транспортному положенні)   | 5795    |
| Без навісного обладнання, мм (в транспортному положенні) | 5580    |
| Ширина                                                   |         |
| При вузькій колії, мм                                    | 2220    |
| При широкій колії, мм                                    | 2400    |
| Висота                                                   |         |
| З вентилятором-пороховідділювачем, мм                    | 2945    |
| З повітроохолоджувачам-обігрівачем, мм                   | 3195    |
| Колія                                                    |         |
| Перша позиція коліс, мм                                  | 1860    |
| Друга позиція коліс, мм                                  | 1680    |
| База, мм                                                 | 2860    |

## Галерея

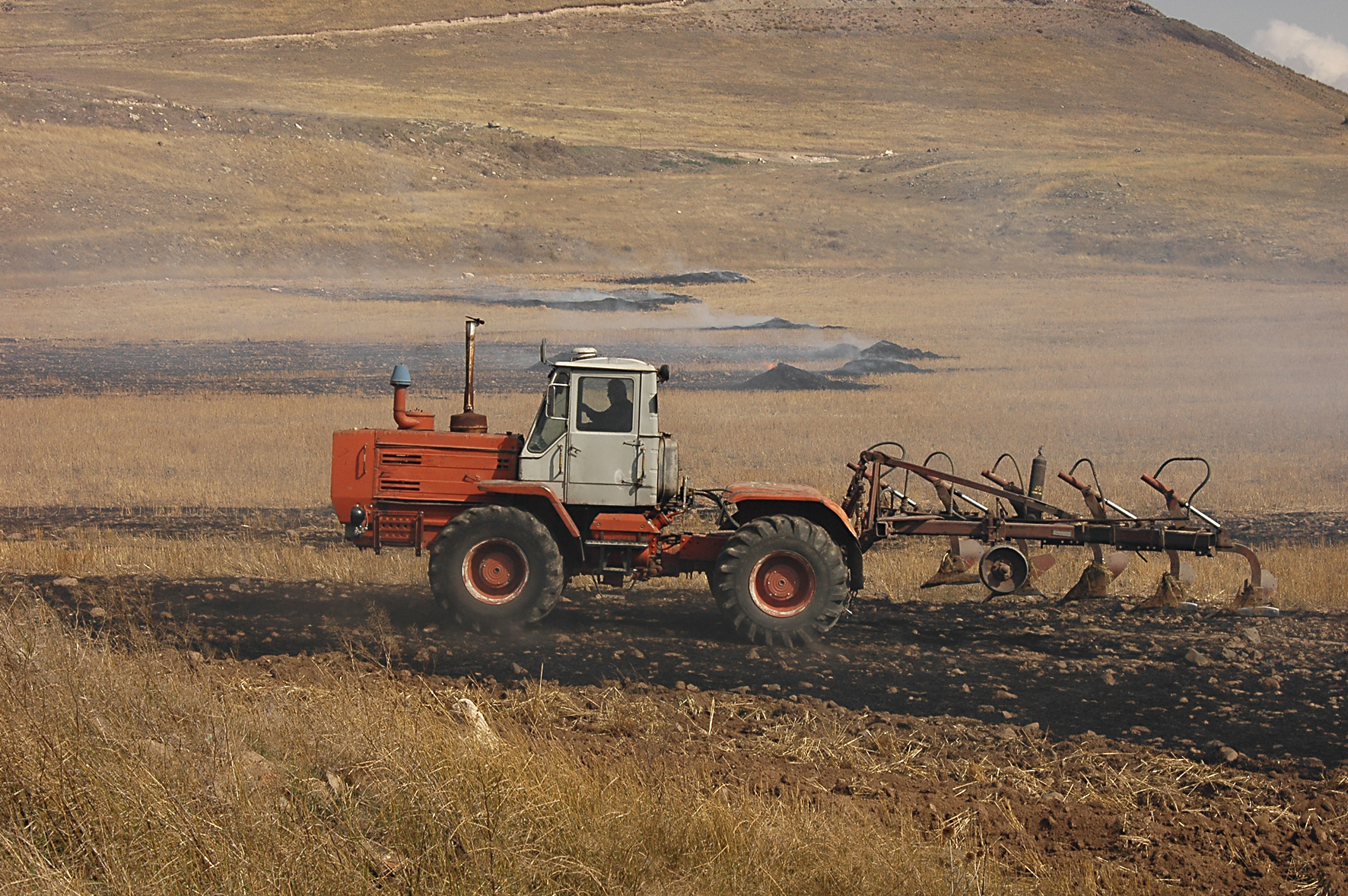
Трактор T-150K із плугом у Вірменії
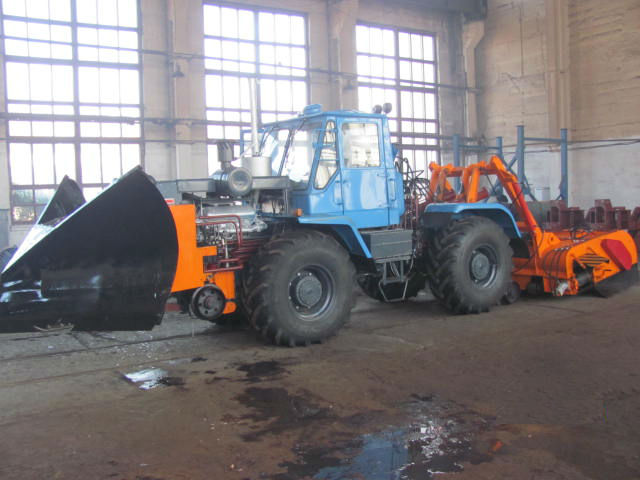
Универсальная путевая машина УПМ-1 — снігорозчисний трактор для залізниці (на базі ХТЗ-150К-09.25)
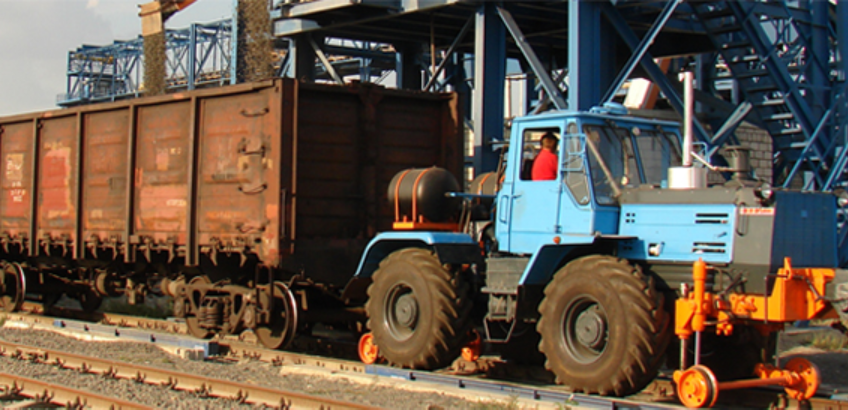
Колісно-рельсовий тягач КРТ-1 на базі ХТЗ-150К-09-25-03, обладнаним залізничним ходом, автосцепкою СА-3, компресором ПК-1.75  локомотивним гальмом №394. Виробник — Харківське ТОВ «Рігель АВ»
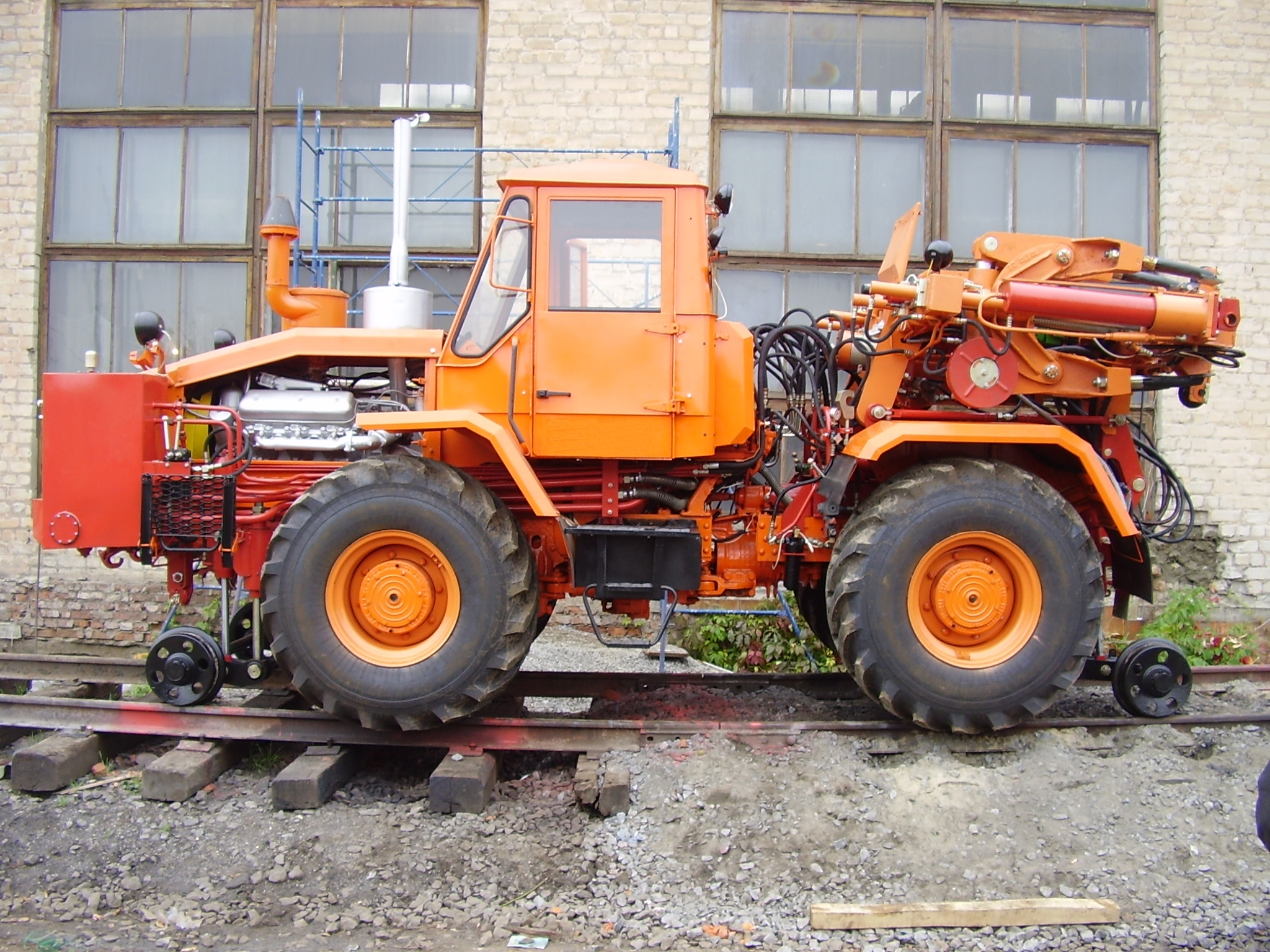
Универсальна шляхова машина УПМ-1М, ТОВ "Спецкран"